# Тополовец (река)
Вижте пояснителната страница за други значения на Тополовец.
Тополовец (на латински: Topolovec) е река в Северозападна България, Видинска област, общини Кула и Видин, десен приток на река Дунав. Дължината ѝ е 67,6 km, която ѝ отрежда 57-о място сред реките на България.
Река Тополовец извира на 1 km източно от връх Връшка чука на около 404 m н.в., под името Мостище. След село Извор махала вече се нарича Тополовец. До село Градец тече в североизточна и източна посока в каньоновидна долина. След това завива на югоизток, навлиза във Видинската низина и се влива отдясно в река Дунав (на 785 km от устието ѝ) на 33 m н.в.
Площта на водосборния басейн на Тополовец е 582,8 km2, като на запад и северозапад граничи с водосборния басейн на река Тимок, на север и североизток с басейните на малки и къси реки, вливащи се директно в Дунав, а на юг – с водосборния басейн на Войнишка река.
В Тополовец се вливат три основни леви притока – Стублата, Рабровска река и Делейнска река.
По течението на реката са разположени пет села: Община Кула – Извор махала; Община Видин – Долни Бошняк, Градец, Акациево и Новоселци.
През летните месеци реката пресъхва. Долното ѝ течение (след село Акациево) е коригирано с водозащитни диги. В горното ѝ течение, в близост до град Кула е изграден язовир „Кула", използващ се за напояване и водоснабдяване.
Покрай левия бряг на Тополовец, в средното ѝ течение, на протежение от 10 km преминава третокласен път № 121 от държавната пътна мрежа: Иново – Бойница (село) – Кула.
Средногодишният отток на река Тополовец при станция Акациево е 1,23 m3/s. За реката е характерен раннопролетен максимум, дължащ се на ранното топене на снежната покривка. Данните за вътрешногодишното разпределение на речния отток са за периода 1950/1951 – 1982/1983 г.
| речен отток                     | I    | II    | III   | IV    | V    | VI   | VII  | VIII | IX   | X    | XI   | XII  | средногодишен |
| ------------------------------- | ---- | ----- | ----- | ----- | ---- | ---- | ---- | ---- | ---- | ---- | ---- | ---- | ------------- |
| количество (m3/s)               | 0,93 | 1,56  | 3,05  | 2,19  | 1,45 | 1,07 | 0,80 | 0,70 | 0,58 | 0,68 | 0,82 | 0,93 | 1,23          |
| количество (% от годишния обем) | 6,40 | 10,60 | 20,70 | 14,80 | 9,80 | 7,20 | 5,40 | 4,70 | 3,90 | 4,60 | 5,60 | 6,30 | 100,0         |

## Топографска карта
- Лист от карта L-34-142. Мащаб: 1 : 100 000.
- Лист от карта K-34-9. Мащаб: 1 : 100 000.
- Лист от карта K-34-10. Мащаб: 1 : 100 000.